# Girirejo (Ngablak)
Girirejo is een bestuurslaag in het regentschap Magelang van de provincie Midden-Java, Indonesië. Girirejo telt 4975 inwoners (volkstelling 2010).